# Chelus orinocensis
Chelus orinocensis (Матамата орінокська) — представник роду Матамати родини Зміїношийні черепахи.

## Опис
Загальна довжина цієї черепахи досягає 53 см. Переважно схожа на інший вид свого роду — звичайну матамату. Відрізняється за генетичними і морфологічними ознаками. Голова трикутна, сплощена, на кінці морди присутній гострий «хоботок». Маленькі оченята зрушені вперед. Рот дуже широкий. З боків голови є широкі нарости. Шия довга. На голові та шиї наявні 3 рядки горбиків темного кольору. Шкірні вирости розташовані на горлі та підборідді. Панцир зазубрений по краях, гострі конусоподібні горби на кожному щитку карапакса утворюють три поздовжніх зубчатих кілі. Зверху карапакс нагадує шмат кори. Часто вкритий водоростями. Пластрон зредукований, звужений. Лапи мають перетинки. Кігті доволі гострі.
Забарвлення тіла коричнювате. Пластрон буруватий, карапакс зверху чорно-коричневий.

## Спосіб життя
Полюбляє стоячі або слабкопроточні водойми із замуленим дном. Харчується здебільшого рибою, ракоподібними, молюсками. Ловить здобич, втягуючи її разом з водою в раптово відкриту пащу. Їжу не пережовує, а заковтує цілком.

## Розповсюдження
Поширена в річках Оріноко і Ріо-Негро.